# Rayon laser (film)
Pour plus de détails, voir Fiche technique et Distribution.
Rayon laser (titre original : Laserblast) est un film américain, de science-fiction, réalisé par Michael Rae, sorti en 1978.
Ce film a reçu de très mauvaises critiques lors de sa sortie et est régulièrement cité comme l'un des plus mauvais films de l'histoire.
Le 18 mai 1996, il a été utilisé pour un épisode de la série télévisée culte Mystery Science Theater 3000. Il fait aussi partie du coffret de DVD Mystery Science Theater 3000: 20th Anniversary Edition, sorti en 2008.

## Synopsis
Dans le désert californien, deux extraterrestres affrontent un mutant, armé d'un pistolet laser. Ce dernier est abattu. En quittant la Terre, les aliens victorieux laissent accidentellement son arme sur le lieu de son crime. Billy, un adolescent renfermé et mal à l'aise, tombe par hasard sur cette arme…

## Fiche technique
- Titre : Rayon laser
- Titre original : Laserblast
- Réalisation : Michael Rae
- Scénario : Frank Ray Perilli, Franne Schacht
- Musique : Richard Band, Joel Goldsmith
- Directeur de la photographie : Terry Bowen
- Montage : Jodie Copelan
- Direction artistique : Pat MacFadden
- Costumes : Barbara Scott, Jill Sheridan
- Maquillage : Steve Neill, Ve Neill
- Effets spéciaux : Steve Neill, Harry Woolman
- Effets visuels : David W. Allen (en), Paul Gentry, Jon Berg, Randall William Cook, Gregory Jein
- Producteur : Charles Band, J. Larry Carroll, Irwin Yablans (en), Selected Pictures
- Pays de production :  États-Unis
- Genre : science-fiction
- Durée : 80 minutes
- Dates de sortie :
  - États-Unis : 1er mars 1978
  - Philippines : 20 mars 1979
  - Colombie : 3 mai 1979
  - France : 27 mai 1979

## Distribution
- Kim Milford (en) (VF : Yves-Marie Maurin) : Billy Duncan
- Cheryl Smith (VF : Sylviane Margollé) : Kathy Farley
- Gianni Russo (VF : Daniel Gall) : Tony Craig
- Roddy McDowall (VF : Philippe Mareuil) : le Dr Mellon
- Keenan Wynn (VF : Edmond Bernard) : le colonel Farley
- Dennis Burkley (VF : Jacques Ferrière) : le shérif-adjoint Pete Ungar
- Barry Cutler : le shérif-adjoint Jesse Jeep
- Mike Bobenko (VF : Maurice Sarfati) : Chuck Boran
- Eddie Deezen : Froggy
- Ron Masak (VF : Jacques Balutin) : le shérif
- Rick Walters (VF : Jean-Louis Maury) : Mike London
- Joanna Lipari (VF : Anne Kerylen) : Francine Walton (Franny en VO)
- Wendy Wernli : Carolyn Spicer
- Eric Jenkins (VF : Edmond Bernard) : le pilote d'hélicoptère
- Simmy Bow (VF : Jean-Louis Maury) : le pompiste
- Franne Schacht (VF : Jacqueline Cohen) : la secrétaire du shérif
- Janet Dey (VF : Jacqueline Cohen) : Eleanor Duncan

## Récompenses et distinctions

### Nominations
- Saturn Award 2009 :
  - Saturn Award de la meilleure collection DVD (au sein du coffret Mystery Science Theater 3000: 20th Anniversary Edition)